# ヴァン・ティエン・ズン
ヴァン・ティエン・ズン（文 進勇、ベトナム語：Văn Tiến Dũng / 文進勇、1917年5月2日 - 2002年3月17日）は、ベトナムの軍人、政治家。ベトナム共産党中央委員会政治局員、ベトナム人民軍総参謀長、国防大臣を歴任。ベトナムで最も有名な将軍の一人で、1975年のホー・チ・ミン作戦を直接指揮した。最終階級は大将。

## 経歴
ヴァン・ティエン・ズンは1917年、レ・ホアイ（Lê Hoài / 黎懷）という名で、ハノイ市トゥリエム県（現在のバクトゥリエム区）コニュエ社（Cổ Nhuế / 古芮）に生まれた。貧しい家庭で、土地もなく、母親は彼を産んで間もなく死亡し、ズンは父に従いハノイを出た。彼が15歳のときに父親が急逝し、ズンは学校を辞め、家で仕立屋の手伝いをした。17歳の時、ヴァン・ティエン・ズンは繊維工場労働者として、ハノイに戻った。
1937年11月、インドシナ共産党に参加。1939年から1944年の間、彼はフランス植民地当局により3度逮捕され、2度脱走している。1939年11月、フランスによりソンラの刑務所に送られた。2年後、ソンラ省からハノイに護送される途中、彼は逃亡した。
1942年12月から1943年3月、彼は渤川寺（Chùa Bột Xuyên, 現在のハノイ市ミードゥク県）において、僧侶の名で活動していた。1944年、彼はバクニン省党支部書記、及びトンキン（北圻）委処書記の肩書を有していた。
この時期、彼は「ミス・プリンセス」、グエン・チー・キー（カイ・チー・タム生まれ）と知り合い、革命運動を共にし、やがて結婚した。
1945年1月、フランス植民地当局は、欠席裁判で彼に死刑判決を下した。
1945年4月、彼はドンキン革命軍事委員会（北インドシナ方面軍事司令部）常務委員に任命されると共に、クアンチュン戦区の責任を割り当てられ、クアンチュン戦区委員会書記を兼任した。1945年8月、彼はホアビン、ニンビン、及びタインホアの各省における軍事力による権力掌握を指導した。
1945年の八月革命後、彼は第2戦区（北ベトナムの北西部及び南西部の8省を含む）の設立を担当し、戦区政治委員として中央軍事委員会に参加した。1947年2月12日、ベトナム国軍政治局（現在のベトナム人民軍政治総局）局長に任命され、党中央軍事委員会副書記となった。1948年1月20日に少将に任命。フランスとの戦いで、彼は第320大団大団長兼政治委員を務めた。1949年10月13日、第3連区政治委員を兼任。
1951年2月、ベトナム労働党第2回党大会で中央委員候補に選出。
1953年11月から1978年5月まで、彼は1954年の僅かな中断を除き、ベトナム人民軍総参謀長を務めた。1954年時には、ジュネーヴ協定施行のための停戦合同委員会ベトナム人民軍総司令部代表団長を務めていた。
1959年8月31日、上将に昇格。
1960年9月、第3回党大会において、党中央委員、政治局員候補に選出され、序列第13位となる。1961年1月23日、第3期党中央委員会第3回総会において党中央軍事委員会副書記兼常務委員に任命。
ベトナム戦争中は、党軍事委員会及び総司令部の代表として前線に派遣され、主要作戦を直接に指導した。1971年春、国道9号＝南ラオス作戦を指導し、米軍・南ベトナム軍のラムソン719作戦を撃破。1972年、チ＝ティエン作戦を指導し、クアンチ省を占領。
1972年3月、党政治局員に選出。1974年4月、大将に昇格した。
1975年2月から3月、ターイグエン解放作戦を指導し、中部高原を占領。1975年3月25日の党政治局会議決定にもとづき、4月8日にサイゴン＝ジャディン解放作戦（後にホー・チ・ミン作戦に改名）司令官に任命。4月30日に南ベトナムの首都サイゴンを陥落させ、ベトナム全土を解放した。
1976年12月の第4回党大会において政治局員に再選出され、序列第10位となる。
1978年5月、中央軍事委員会第一副書記に任命され、1984には中央軍事党委員会書記に昇格した。1980年2月7日のファム・ヴァン・ドン内閣の改造において国防大臣に任命された。
1982年3月の第5回党大会において政治局員に再選出され、序列第6位に昇格した。
しかし1986年、軍内部におけるレ・ズアン体制に対する批判から、人民軍党支部大会において次期党大会に出席する軍代表に落選してしまう。レ・チョン・タン総参謀長の急死により、軍代表補欠名簿の筆頭に上がり、同12月の第6回党大会でかろうじて中央委員には再選したが、政治局の地位に留まる事ができず失脚する。翌1987年2月16日、国家評議会決定による省庁改編と内閣改造があり、国防大臣を更迭された。
1991年6月、第7回党大会において党中央委員を退任。2002年3月17日17時30分、第108中央軍事病院（ハノイ）で死去した。85歳没。

## 顕彰
金星勲章、ホーチミン勲章、その他勲章・メダル等を受章。

## 家族
夫人はグエン・チー・キー (Nguyễn Thị Kỳ)。